# Греко-римська боротьба

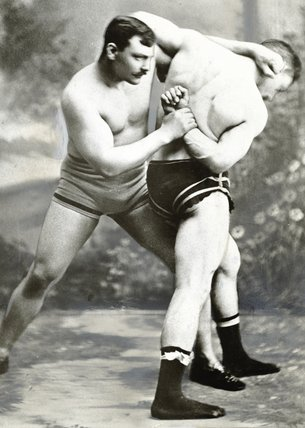
Греко-римська боротьба

Греко-римська боротьба — європейський вид боротьби, мета якого — покласти супротивника на лопатки (туше). В цьому стилі боротьби суворо заборонено захоплення нижче пояса, підніжки.

## Історія
Греко-римська боротьба виникла у Стародавній Греції. Вона відігравала значну прикладну роль у фізичній підготовці воїнів. Після завоювання Греції Римом, останній освоїв грецьку культуру. Боротьбу у римлян використовували у поєднанні з кулачним, а в боях гладіаторів — з озброєним боєм. Після заборони гладіаторських поєдинків та Олімпійських змагань, боротьба залишалася улюбленою народною розвагою.
Наприкінці XVIII початку XIX століття в Європі почала формуватися сучасна греко-римська боротьба. Основні її положення були закладені у Франції, де боротьбою в той час особливо захоплювалися і в сільській місцевості, і в містах. 1848 року в Парижі з'явилися перші арени, на яких виступали борці-професіонали.
Греко-римська боротьба є олімпійським видом спорту. Увійшла до програми перших Олімпійських ігор сучасності, які відбулися 1896 року в Афінах. Міжнародний олімпійський комітет дав їй офіційну назву — греко-римська боротьба. Від 1908 року входила до програми змагань усіх Літніх Олімпіад.

## Вікові категорії борців
- Школярі — 14-15 років
- Кадети — 16-17 років
- Юніори — 18-20 років
- Сеньйори — 20 років і більше

## Вагові категорії борців
```
Школярі         Кадети          Юніори          Сеньйори

1. 29-32 кг     1.  39-42 кг    1.  46-50 кг    1.  50-55 кг
2. 35 кг        2.  46 кг       2.  55 кг       2.  60 кг
3. 38 кг        3.  50 кг       3.  60 кг       3.  66 кг
4. 42 кг        4.  54 кг       4.  66 кг       4.  74 кг
5. 47 кг        5.  58 кг       5.  74 кг       5.  84 кг
6. 53 кг        6.  63 кг       6.  84 кг       6.  96 кг
7. 59 кг        7.  69 кг       7.  96 кг       7.  96-120 кг
8. 66 кг        8.  76 кг       8.  96-120 кг
9. 73 кг        9.  85 кг
10 73-85 кг     10. 85-100 кг

```

### Тривалість сутички
- Школярі та кадети 2 періоди по 2 хвилини
- Сеньйори та юніори 2 періоди по 3 хвилини

В кінці кожного періоду визначається переможець. Якщо борець виграв 2 періоди, він автоматично визначається переможцем. Також ТУШЕ автоматично зупиняє сутичку. При рахунку в 0:0 в кінці періоду, призначається хрест, тривалістю в 30 секунд.

## Оцінка технічних дій
1 бал присуджують
- Борцю, що поставив в партер суперника, що знаходиться позаду нього, утримує його і контролює його в цій позиції (3 точки в контакті: дві руки та одне коліно або два коліна та одна рука).
- Борцю, що проводить правильний прийом в стійці або в партері, в результаті якого суперник не поставлений в небезпечне становище.
- Борцю, який у прийомі утримує та контролює суперника, знаходячись позаду нього.
- Борцю, що заблокував або поставив суперника на одну або дві витягнуті руки спиною до килима.
- Атакувальному борцю, від прийому якого зроблений неправильний захист суперником, але який, попри це, закінчує свій прийом.
- Атакувальному борцю, коли суперник іде за килим або від прийому, відмовляється від старту, здійснює грубість або перериває хрест.
- Борцю, що утримує суперника в небезпечному положенні 5 секунд і більше.
- Борцю, суперник якого робить крок на захисну поверхню.
- Борцю, суперник якого відмовляється взяти хрест належним чином.
- Всі зупинки сутички через травми без крові караються 1 балом супернику.

2 бали присуджують
- Борцю, що проводить правильний прийом у партері, який ставить свого суперника в небезпечне положення або в миттєве туше.
- Атакувальному борцю, суперник якого перекочується на лопатках.
- Атакувальному борцю, суперник якого, перебуваючи в небезпечному положенні, йде від прийому за межі килима.
- Атакувальному борцю, суперник якого застосовує заборонений прийом, який заважає проведенню прийому або туше.
- Атакованому борцю, якщо атакувальний потрапляє в миттєве туше або перекочується лопатками при виконанні прийому.
- Борцю, що блокує суперника при виконанні ним прийому зі стійки, і потрапляє в небезпечне становище.

3 бали присуджують
- Борцю, що виконує прийом зі стійки, який приводить суперника в небезпечне становище кидком з малою амплітудою.
- За всі прийоми, що робляться з відривом від килима, з малою амплітудою, навіть якщо атакувальний борець знаходиться одним або двома колінами на килимі, внаслідок чого атакується борець відразу потрапляє в небезпечне становище.
- Борцю, що проводить прийом з великою амплітудою, не приводить суперника негайно в небезпечне становище.
- Якщо при проведенні прийому борець якого атакують, торкається килима однією рукою, але відразу ж переходить в небезпечне становище, атакувальний борець також отримує 3 бали.

5 балів присуджують
- За всі прийоми, що виконуються зі стійки з великою амплітудою, та приводять атакувального борця в небезпечне становище кидком.
- За прийом, що виконується борцем з партеру, з відривом суперника від килима, з приводом суперника в небезпечне становище кидком з великою амплітудою.